# Inbox.lv
Портал Inbox.lv — крупный латвийский интернет-портал.
Ежемесячная аудитория портала превышает 800 тысяч уникальных пользователей. Ресурс принадлежит ООО «Inbokss», 90% долей капитала которого в 2001 году были выкуплены фирмой «Datoru drošības tehnoloģijas».
С 2009 по 2012 годы портал Inbox.lv входит в тройку самых любимых брендов Латвии. В 2013 году Inbox.lv оставался наиболее популярным латвийским интернет-ресурсом в стране.

### История
История портала начинается в 1998 году, когда Ник Устинов начал работу над проектом создания электронной почты в Латвии. 11 октября 2001 года проект был передан в собственность латвийской кампании SIA Inbokss, которая до сегодняшних дней обеспечивает работу электронной почты Inbox.lv и является единственным ее владельцем.
15 марта 2008 года ледовый холл в Пиньки Бабитской волости Рижского района, известный до этого под названием "Siemens ledus halle", получает название «Inbox.lv».
1 ноября 2012 года Inbox.lv совместно с компанией LG Electronics запустил первое в мире почтовое приложение для SMART телевизоров. Проект со временем потерял свою актуальность среди пользователей и был закрыт в 2015 году.  Так же в 2012 году запущено мобильное приложение электронной почты Inbox.lv для телефонов с операционной системой Android и iOS. Приложения доступны в Play Market, App Store, а с марта 2015 года в Samsung Galaxy Apps.

### Скандалы
В 2006 году портал Inbox.lv был замешан в крупном скандале, который был связан с детской порнографией

### Продукты Inbox.lv
- Inbox Mail —  почтовый сервис
- Inbox Calendar —  сервис удалённого календаря с возможностью синхронизации по всем популярным протоколам
- Inbox Games —  игровой портал
- Inbox Foto —  хостинг для фотографий
- Infox Files —  файловый хостинг
- Inbox Contacts —  сервис синхронизации контактов
- Inbox Mail+ — почтовый сервис с платной подпиской без рекламы и дополнительным местом (100 GB)
- Inbox.eu — почтовый сервис для предприятий с возможностью подключения собственного домена
- Inbox Dating — портал знакомств
- Inbox Shorlink —  сервис сокращения ссылок
- Inbox ID — платформа для авторизации
- Inbox Payments — платёжная система
- Inbox Purchase — маркетплейс
- Amigos — социальная сеть
- XTV — видео-портал
- Pērc un pārdod — портал объявлений

### Награды Latvijas mīlētākais zīmols[11]
- 2009 год — 3 место
- 2010 год — 3 место
- 2011 год — 2 место
- 2012 год — 2 место
- 2013 год — 2 место
- 2014 год — 2 место
- 2015 год — 2 место
- 2016 год — 2 место
- 2017 год — 4 место и 1 место (Mīlētākais pašmāju zīmols)
- 2018 год — 2 место (Mīlētākais pašmāju zīmols)
- 2019 год — 2 место (The Most Loved)
- 2020 год — 1 место (The fastest growing) и 2 место (The Most Loved)